# Ossenreyerstraße 20 (Stralsund)
Das Haus mit der postalischen Adresse Ossenreyerstraße 20 ist ein unter Denkmalschutz stehendes Gebäude in der Ossenreyerstraße im Stadtgebiet Altstadt in Stralsund.

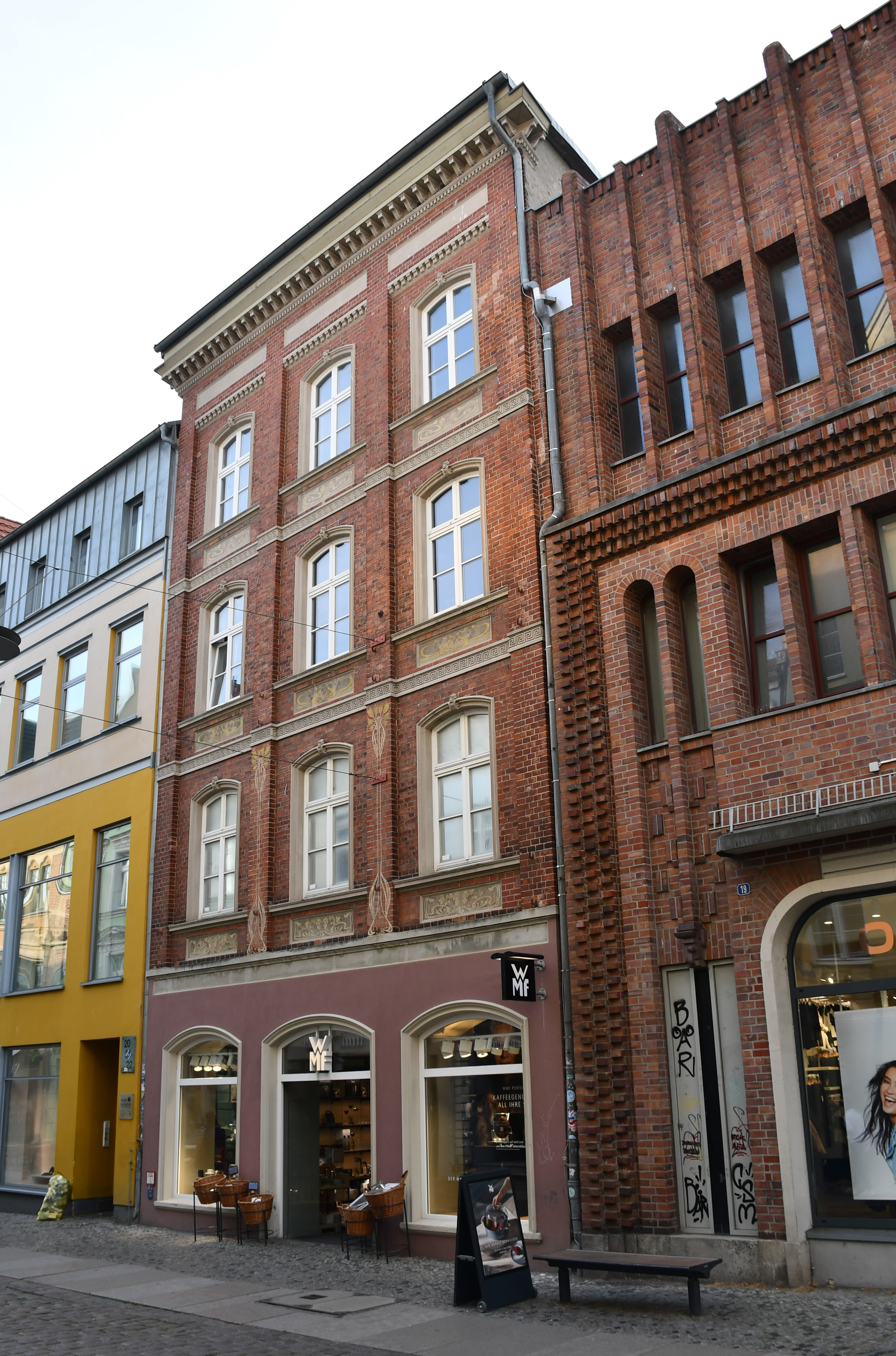
Ossenreyerstraße 20 (2023)

Der viergeschossige Backsteinbau wurde im Jahr 1872 errichtet. Das Erdgeschoss wurde im Laufe der Zeit durch den Einbau eines Ladens stark verändert. In den Obergeschossen ist die originale dreiachsige Fassade mit Gliederung erhalten, sie wird geprägt durch ein Raster von Lisene, die geschossübergreifend ausgeführt ist. Mäanderfriese schneiden die Lisene. Oberhalb der Segmentbogenfenster sind bemalte Putzspiegel ausgeführt.
Das Haus liegt im Kerngebiet des von der UNESCO als Weltkulturerbe anerkannten Stadtgebietes des Kulturgutes „Historische Altstädte Stralsund und Wismar“. Es ist in die Liste der Baudenkmale in Stralsund eingetragen.